# Dallas (serial din 2012)
Dallas este un serial de televiziune american, fiind o continuare a serialului original omonim care a fost prima oară transmis de CBS în perioada 1978 - 1991 (deși nu urmează evenimentele din filmele de televiziune Dallas: J.R. Returns (1996) și Dallas: War of the Ewings (1998)). Serialul nou include actori/personaje din cel original și prezintă în principal viața lui  John Ross Ewing III și Christopher Ewing, fii adulți ai fraților Ewing J. R. și Bobby și, respectiv, relațiile acestora cu tații lor.
Serialul a fost creat pentru canalul TNT, compania-soră a Warner Bros. Television, cea care deține drepturile seriei originale după ce le-a cumpărat de la Lorimar Productions (compania producătoare a serialului original) în 1989. La 8 iulie 2011, după ce a fost vizionat episodul-pilot, TNT a dat undă-verde producerii unui prim sezon de 10 episoade care a avut premiera la 13 iunie 2012. În Marea Britanie, Dallas este prezentat pe Channel 5 începând cu 5 septembrie 2012. În Canada, serialul este transmis de canalul Bravo și în Australia de Nine Network; cu toate acestea, după câteva episoade, a fost oprit din cauza audienței scăzute. În România, a fost transmis de Antena 1 începând cu 5 ianuarie 2013.
Recenziile serialului au fost în general pozitive pe site-ul Metacritic.
La 29 iunie 2012, TNT a anunțat că va fi realizat un al doilea sezon Dallas de 15 episoade, sezon care va avea premiera  la 28 ianuarie 2013.
La 23 noiembrie 2012, Larry Hagman (care interpreta rolul lui J.R. Ewing) a murit de cancer. La 11 decembrie 2012, producătorii serialului au anunțat că în sezonul al II-lea au fost introduse funeraliile lui J. R. Ewing.

## Distribuție
Legenda: Personajele care apar în premiera serialului sunt prezentate cu litere aldine (îngroșate).

### Actori principali
- Jesse Metcalfe este Christopher Ewing
- Josh Henderson ca John Ross Ewing III
- Jordana Brewster ca Elena Ramos
- Julie Gonzalo ca Rebecca Sutter Ewing
- Brenda Strong ca Ann Ewing
- Patrick Duffy ca Bobby Ewing
- Linda Gray ca Sue Ellen Ewing
- Larry Hagman ca J.R. Ewing (Sezonul 1 - Sezonul 2, primele 6 episoade)
- Mitch Pileggi ca Harris Ryland (Din sezonul al 2-lea)
- Emma Bell ca Emma Brown (Din sezonul al 2-lea)
- Kuno Becker ca Andres Ramos (Din sezonul al 2-lea)

### Sezonul 1
- Marlene Forte este Carmen Ramos  (6 episoade)
- Callard Harris ca Tommy Sutter (9 episoade)
- Brett Brock este Clyde Marshall (2 episoade)
- Richard Dillard ca Mitch Lobell (4 episoade)
- Akai Draco ca Șerif Derrick (2 episoade)
- Kevin Page ca Bum (7 episoade)
- Steve Kanaly ca Ray Krebbs (2 episoade)
- Ken Kercheval ca Cliff Barnes (3 episoade)
- Charlene Tilton ca Lucy Ewing Cooper (3 episoade)
- John McIntosh ca Dr Bennett (3 episoade)
- Glenn Morshower ca Lou Rosen (5 episoade)
- Faran Tahir ca Frank Ashkani (4 episoade)
- Carlos Bernard da Vicente Cano  (5 episoade)
- Leonor Varela ca Veronica Martinez/Marta Del Sol (7 episoade)

### Sezonul 2
- Charlene Tilton ca Lucy Ewing Cooper (1 episod)
- Ted Shackelford ca Gary Ewing (3 episoade)
- Joan Van Ark ca Valene Clements Ewing (3 episoade)
- Kuno Becker ca Andres "Drew" Ramos
- Judith Light
- Annie Wersching

## Legături externe
- Dallas la Internet Movie Database
- Dallas pe Twitter
- Dallas pe Facebook
- Official website Arhivat în 20 ianuarie 2013, la Wayback Machine. for Southfork Ranch

Format:Emisiuni TNT